# Ullals de l'Arispe i Baltasar
Els Ullals de l'Arispe i Baltasar són surgències subterrànies al delta de l'Ebre. Són originades per les aigües de pluja que flueixen per l'aqüífer des dels massissos del Port i del Montsià cap al mar, i que, en trobar-se amb els materials deltaics, ja saturats, es veuen obligades a emergir. Són bassetes de forma circular i tenen una fondària que oscil·la entre 2,7 i 7 m, i un diàmetre d'entre 5 i 55 m. El flux de descàrrega es fa a través de canals de drenatge i materials torbosos.

## Característiques
Els ullals són l'únic ambient d'aigua dolça de tot el delta i es troben al costat de l'antic Antic canal de navegació Amposta-Sant Carles de la Ràpita. Degut a les seves característiques fisicoquímiques, molt diferents de la resta d'ambients del delta, els aproximadament 40 ullals emeten aigua a una temperatura constant al llarg de l'any, entre 17 i 19 °C doten a aquest espai d'una fauna i flora úniques i singulars dins del conjunt del Parc Natural del Delta de l'Ebre.

## Ordenació de l'ús públic
Al voltant de 2010 es van restaurar i netejar l'espai natural dels ullals i es van crear un itinerari interpretatiu.

## Flora
A causa de l'origen càrstic de l'aqüífer les seves aigües difereixen notablement de les de la resta d'ambients aquàtics del delta. Constitueixen ambients mesohalins, amb un elevat contingut de carbonats i calci, així com de clorurs i sodi que provenen de les aigües mineralitzades de l'aqüífer deltaic. També són ambients moderadament oligotròfics, on la producció primària està limitada pel fòsfor, fet que fa que les seves aigües presentin una gran transparència.
La zona humida dels ullals de l'Arispe i Baltasar ocupen més de 25 hectàrees d'aiguamolls sobre sòls torbosos amb una vintena d'afloraments d'aigua. Aquest ambient de terres fosques i surgències està envoltat per horta i arrossars. Les biocenosis aquàtiques dels ullals i dels canals de drenatge d'aquests estan constituïdes pel nenúfar o nimfea blanca (Nymphaea alba), el llapó negre (Potamogeton pectinatus), el volantí espigat (Myriophyllum spicatum), el llapó punxenc (Ceratophylum demersum), Callitriche platycarpa, llentia d'aigua (Lemna minor, L. Trisulca) i la rara molsa aquàtica Riccia fluitans. Als marges s'hi fan diverses comunitats helfítiques, entre les quals destaca el canyissar amb mansega (hàbitat d'interès comunitari prioritari; codi 7210), amb espècies com la mateixa mansega (Cladium mariscus), el lliri groc (Iris pseudacorus), la ranunculàcia Thalictrum glaucum, el salze blanc (Salix alba), etc.

## Fauna
La fauna que s'hi troba també és ben particular. S'hi ha citat crustacis com la gambeta d'aigua dolça (Atyaephyra desmaresti), Palaemonetes zariquieyi i Echinogammarus pacaudi. Cal destacar que en aquests ullals s'hi ha descobert, recentment, la diminuta planària Phagocata ullala, l'únic animal endèmic conegut fins ara de tot el delta. Pel que fa als peixos, destaquen el llopet de riu (Cobitis paludica), l'espinós (Gasterosteus aculeatus) i el samaruc (Valencia hispanica). Aquest darrer peix hi ha estat introduït en un intent de potenciar la seva recuperació. Lamentablement hi ha alguns peixos exòtics, com la perca americana (Micropterus salmonoides) i la gambúsia (Gambusia holbrooki), que constitueix una amenaça per al samaruc i altres espècies. Per acabar, dels ocells, cal fer esment d'un dormidor que acull el martinet blanc (Egretta garzetta), l'esplugabous (Bubulcus ibis) i el martinet de nit (Nycticorax nycticorax), a l'hivern. També s'hi localitzen espècies que difícilment es poden observar a la resta del delta, com l'abellerol (Merops apiaster), la puput (Upupa epops), el blauet (Alcedo atthis) o el tallarol de casquet (Sylvia atricapilla).

## Protecció
Tot i que la majoria dels ullals presenten un bon estat de conservació, l'espai es veu afectat per extensions i pràctiques agrícoles (drenatge, eliminació de la vegetació natural per implantació de conreus, proliferació de plantes exòtiques, etc). Cal destacar aquest tipus d'afecció sobretot en aquells ullals que fins fa poc no disposaven de cap mena de protecció, com serien els ullals de Baltasar que es localitzen distribuïts i integrats entre els elements principals del paisatge (camps de conreu, masos, hivernacles, parcel·les ermes, etc.).
L'Espai disposa actualment de tres figures de protecció que no afecten de forma igual a tot l'àmbit de la zona humida. D'una banda els ullals de l'Arispe estan inclosos al Parc Natural del Delta de l'Ebre i a més es troben a l'espai del PEIN "Delta de l'Ebre". Els ullals de Baltasar, en canvi, romanen sense aquesta protecció però han estat inclosos recentment (Octubre 2006), igual que els ullals de l'Arispe, a l'espai de la Xarxa Natura 2000 ES0000020 "Delta de l'Ebre".